# Sennertia flabellifera
Sennertia flabellifera es una especie de ácaro del género Sennertia, familia Chaetodactylidae. Fue descrita científicamente por Oudemans en 1924.
Habita en Indonesia (Java).